# Accident de l'autocar à Joigny
L'accident d'autocar de Joigny est un accident impliquant un seul véhicule qui s'est produit sur l'autoroute A6 à Joigny, dans l'Yonne, en France, le 3 juin 1990, lorsqu'un autocar à impériale immatriculé en Grande-Bretagne s'est écrasé. Dans sa tentative de rattraper le temps perdu, il roulait à plus de 126 km/h lorsqu'un pneu a éclaté, ce qui fait a perdre le contrôle du bus, le renversant et tuant 11 passagers. Le procès qui s'ensuivi a été retardé de 13 ans, devenant ainsi l'une des affaires judiciaires les plus longues de France.

## Accident
Montego European Travel, basée à Wetley Rocks, Staffordshire, a démarré ses activités avec deux autocars en avril 1990, loués par Pineda Holidays. L'un de ses véhicules, un autocar à impériale de 76 places - contenant soixante-neuf passagers des Midlands de l'Ouest ou de Liverpool âgés de 9 à 76 ans, six guides et un chauffeur - revenait de Nîmes à Birmingham, des sources indiquant qu'il revenait de la Costa Brava, en Espagne. L'autocar avait subi une inspection en juillet 1989 et devait en subir une autre en juillet suivant.
Alors que l'autocar circulait sur la principale portion nord-sud de l'autoroute A6, à 130 km au sud de Paris, à 8 heures du matin, le pneu avant du côté conducteur de l'autocar a éclaté à 126 km/h, soit 32 km/h au-dessus de la limite légale de vitesse, alors que le conducteur tentait de rattraper le temps perdu. L'autocar s'est écrasé dans un fossé, s'est renversé sur le côté et a glissé sur plus de 91 mètres avant de traverser des poteaux de clôture en béton et de s'arrêter dans un champ de blé. Il a fallu quatre heures pour extraire les passagers coincés dans l'épave. Juste avant l'accident, des passagers ont fait part à un coursier de leurs inquiétudes concernant la vitesse excessive et les mouvements erratiques de l'autocar, mais ils n'ont pas été entendus,.

## Victimes
Onze passagers ont été tués et 61 blessés, dont 33 ont été hospitalisés pendant la nuit. Parmi les personnes décédées, six passagers étaient originaires de Telford, dans le Shropshire, et cinq des Midlands de l'Ouest - un d'Oldbury, les autres de Wolverhampton. La majorité d'entre eux étaient assis à l'avant du bus. Les victimes étaient âgées de 10 à 68 ans. Le chauffeur, John Johnston, originaire de Stoke-on-Trent, a été grièvement blessé mais a survécu. Un article paru dans l'Evening Standard affirmait qu'il conduisait pour la compagnie depuis dix jours et qu'il était autorisé à conduire ce type de véhicule depuis plus de deux ans. L'une des victimes, une femme de 18 ans, était enceinte de 17 semaines. Il s'est avéré par la suite que les pneus étaient sous-gonflés, mais en bon état.
À l'époque, tous les autobus construits après 1988 devaient obligatoirement être équipés de limiteurs de vitesse. Les autobus construits entre 1984 et 1988 devaient être équipés de limiteurs de vitesse avant le 1er avril 1990, et ceux construits entre 1974 et 1983 avant le 1er avril 1991. Les autocars n'étaient pas équipés de ceintures de sécurité car à l'époque, une majorité de l'Union européenne s'opposait à leur utilisation.
Cet accident est le plus grave accident de la route en France depuis celui de 1982, où 53 personnes, dont 44 enfants, avaient trouvé la mort lorsque leur bus avait pris feu à la suite d'un carambolage près de Beaune.

## Procédures judiciaires
Des poursuites pour homicide involontaire ont été initialement engagées contre John Johnston, le chauffeur du bus, Melvin Eardley, le propriétaire de Montego European Travel, et Anthony Mitchard, directeur général d'Avon Rubber, qui fabriquait les pneus. Les poursuites contre Mitchard et Eardley ont été abandonnées en 2001 et 2002, respectivement.
Après des débats sur les responsabilités et diverses erreurs juridiques, Johnston a été jugé à Sens en 2003, treize ans après l'accident. Bien que le procureur ait reconnu que le retard était "scandaleux" et ait déclaré que les familles des victimes de l'accident pouvaient demander des dommages et intérêts au gouvernement français, le président du tribunal a rejeté les arguments de la défense selon lesquels l'affaire devait être classée. Johnston a été reconnu coupable d'homicide involontaire et a été condamné à 30 mois de prison avec sursis et à une interdiction de conduire pendant cinq ans. À la suite du rejet des appels interjetés par Johnston devant les tribunaux français, une enquête britannique a conclu à une mort accidentelle en octobre 2006. Johnston était décédé de causes naturelles au mois d'août précédent, à l'âge de 68 ans.

## Voir également
- Accident de la route à Beaune, juillet 1982
- Accident de la route en France